# Michelangelo Towers
Il Michelangelo Towers è un grattacielo di Johannesburg in Sudafrica.

## Storia
I lavori di costruzione dell'edificio, cominciati nel 2003, vennero terminati nel 2005.

## Descrizione
L'edificio sorge nel sobborgo di Sandton, a nord del centro di Johannesburg. Il grattacielo è alto 140 metri (153 con la guglia) e conta 34 piani fuori terra e 2 livelli interrati.